# 中村太郎 (俳優)
中村 太郎（なかむら たろう、1996年10月5日 - ）は日本の俳優。以前はワタナベエンターテインメント、DIVE’、SUIに所属していた。

## 人物
- 城田優のように多方面で活躍する俳優になりたいと思い17歳でD-BOYSオーディション10thに応募し、ファイナリストに選ばれる。元はモデル志望であったが、このオーディションのワークショップで演技やダンスを勉強するうちに舞台俳優になりたいと思うようになった。[3]
- 趣味・特技はイラスト、写真を撮る事[1]。
- 得意なスポーツはサッカー[1]。
- スリーサイズはB86/W73/H90[1]。
- 足のサイズは27.5cm[1]。
- 2025年1月22日、同日をもって所属事務所のSUIを退所し、フリーとなった[4]。

## 出演

### ドラマ
- 水曜ミステリー9 検事・沢木正夫2〜公訴取消し〜（2014年、テレビ東京）
- となりの関くんとるみちゃんの事象「るみちゃんの事象」7話（2015年、MBS・TBS） - シンジ役
- 警視庁ゼロ係〜生活安全課なんでも相談室〜 3話（2016年1月、テレビ東京系）
- 怪獣倶楽部〜空想特撮青春期〜 3話（2017年6月、TBS系） - ユリコの兄 役
- パパ、はじめました 5話（2019年9月、BS日テレ） - 富樫健 役

### 映画
- 神さまの言うとおり（2014年11月15日公開、東宝）
- きょうのキラ君（2017年2月25日公開、ショウゲート）
- MANKAI MOVIE『A3!』〜AUTUMN & WINTER〜（2022年3月4日公開）[5]
- アウトロダブル（2022年） - 池畑 役

### 舞台
- ミュージカル『テニスの王子様』3rdシーズン - 石田鉄 役[2]
  - 青学vs不動峰（2015年2月13日 - 5月17日、TOKYO DOME CITY HALL 他）[6]
  - TEAM Live FUDOMINE（2015年7月29日 - 8月9日、AiiA 2.5 Theater Tokyo 他）[7]
  - 青学vs聖ルドルフ（2015年9月5日 - 11月3日、TOKYO DOME CITY HALL 他）[8]
  - Dream Live2016（2016年5月13日 - 22日、パシフィコ横浜 他）[9]
  - 秋の大運動会 2019（2019年10月8日 - 9日、横浜アリーナ）[10]
- 弱虫ペダル〜総北新世代、始動〜（2016年3月4日 - 27日、TOKYO DOME CITY HALL 他） - 杉本定時 役[11]
- ミュージカル『TARO URASHIMA』（2016年8月11日 - 15日、明治座） - キスシ鯛 / ダテ氏 役[12][13]
- ハイパープロジェクション演劇『ハイキュー!!』 - 犬岡走 役[14]
  - "烏野、復活!"（2016年10月28日 - 12月4日、AiiA 2.5 Theater Tokyo 他）[14]
  - "ゴミ捨て場の決戦"（2020年10月31日 - 12月13日、TOKYO DOME CITY HALL 他）[15]
- 女王と呼ばれた女（2017年3月23日 - 26日、新宿村LIVE） - 市村幸蔵 役[16]
- ちっちゃな英雄（2017年12月22日 - 2018年3月21日、サンリオピューロランド内・フェアリーランドシアター） - Team Fantasy・ロベルト 役[17]
- 爆走おとな小学生『ゴリラ〜GORILLA〜』（2018年4月18日 - 22日、中目黒キンケロシアター）[18]
- プリンス・オブ・ストライド THE LIVE STAGE エピソード5（2018年5月31日 - 6月17日、シアター1010 他） - 颯田佳月 役[19][20]
- ひらがな男子（2018年7月20日 - 29日、AiiA 2.5 Theater Tokyo） - ふ 役[21]
- おおきく振りかぶって 夏の大会編（2018年9月6日 - 30日、サンシャイン劇場 他） - 竹之内善斗 役[22]
- 世界の終わりに君を乞う。（2018年12月1日 - 9日、博品館劇場） - 鈴木大崇 役[23][24]
- MANKAI STAGE『A3!』- 兵頭十座 役[25]
  - 〜AUTUMN & WINTER 2019〜（2019年1月31日 - 3月24日、日本青年館ホール 他）[25]
  - 〜SUMMER 2019〜（2019年8月8日 - 9月29日、品川プリンスホテル ステラボール 他）[26]
  - 〜AUTUMN 2020〜（2020年1月18日 - 3月1日、品川プリンスホテル ステラボール 他）[27]
  - 〜Four Seasons LIVE 2020〜（2020年9月17日 - 20日、東京ガーデンシアター）[28][29]
  - Troupe LIVE〜AUTUMN 2021〜（2021年12月8日 - 12日、東京国際フォーラム ホールC）[30]
  - ACT2! 〜SUMMER 2022〜（2022年7月16日 - 8月21日、TACHIKAWA STAGE GARDEN 他）[31]
  - ACT2! 〜AUTUMN 2022〜（2022年11月4日 - 12月5日、TOKYO DOME CITY HALL 他）[32]
  - ACT2! 〜WINTER 2023〜（2023年1月21日 - 2月26日、TACHIKAWA STAGE GARDEN 他）映像出演[33]
  - ACT2! 〜AUTUMN 2023〜（2023年11月4日 - 12月5日、TOKYO DOME CITY HALL 他）[34]
  - ACT2! 〜SUMMER 2023〜（2023年8月12日 - 9月18日、TACHIKAWA STAGE GARDEN 他）[35]
  - 〜Four Seasons LIVE 2024〜（2024年10月31日 - 11月4日、東京ガーデンシアター）[36]
  - ACT3! 〜2025〜（2025年3月22日 - 5月10日、KAAT神奈川芸術劇場 ホール）[37]
- 西遊記〜千変万化〜（2019年4月25日 - 5月5日、俳優座劇場） - 沙悟浄 役[38][39]
- 紅葉鬼（2019年6月28日 - 7月7日、品川プリンスホテル クラブeX） - 伊賀 役[40]
- 恋するブロードウェイ♪vol.6（2019年10月31日 - 11月3日、恵比寿 ザ・ガーデンホール）[41]
- さらに『さらざんまい』〜愛と欲望のステージ〜（2019年11月28日 - 12月1日、東京・シアター1010 / 12月7日 - 8日、大阪・COOL JAPAN PARK OSAKA WWホール） - 新星玲央 役[42]
- 舞台「双牙〜ソウガ」新炎（2021年3月5日 - 14日、シアター1010） - シンパチ 役[43][44]
- 舞台『魔法使いの約束』 - ブラッドリー 役[45]
  - 第1章（2021年5月14日 - 30日、天王洲 銀河劇場）[45]
  - 第2章（2021年11月5日 - 21日、天王洲 銀河劇場）[46]
  - 第3章（2022年4月29日 - 5月22日、天王洲 銀河劇場 他）[47]
  - 祝祭シリーズ Part2（2023年7月8日 - 23日、天王洲 銀河劇場）[48]
  - エチュードシリーズ Part2（2024年11月30日 - 12月22日、天王洲 銀河劇場 他）[49]
  - きみに花を、空に魔法を 前編（2025年9月6日 - 10月5日〈予定〉、天王洲 銀河劇場 他）[50][51]
  - きみに花を、空に魔法を 後編（2026年）[50]
- 劇団ホチキス vol.44「シカバネアイズ」（2021年9月29日 - 10月3日、東京芸術劇場 シアターウエスト） - 主演・草流鏡治郎 役[注 3][52][53]
- シン る・ひま オリジナ・る ミュージカ・る「明治座で逆風に帆を張・る!!」（2021年12月28日 - 31日、明治座） - 第2部日替わりゲスト[54]
- Musical『天使について〜堕落天使編〜』（2022年2月24日 - 3月6日、自由劇場） - 天使ルカ / レオナルド・ダ・ヴィンチ 役（トリプルキャスト）[55]
- 舞台「オブリビオの翼」（2022年9月23日 - 25日、COOL JAPAN PARK OSAKA TTホール / 2022年10月4日- 8日、シアター1010） - カシエル 役[56]
- 笑う門には福来・る祭『明治座でどうな・る家康』 （2022年12月23日 - 26日、明治座） -第2部日替わりゲスト[57]
- Japan Musical Festival 2022 Winter Season（2022年12月27日、Bunkamura オーチャードホール）[58]
- 日中合作 音楽劇 「李香蘭-花と華-」（2023年1月13日 - 22日、紀伊國屋サザンシアター TAKASHIMAYA） - 児玉英水 役[59]
- 舞台「地獄楽」（2023年2月16日 - 26日、ヒューリックホール東京） - 山田浅ェ門士遠 役[60]
  - 舞台「地獄楽-終の章-」（2024年2月15日 - 18日、東京・シアター1010 / 2月23日 - 25日、大阪・COOL JAPAN PARK OSAKA TTホール）[61]
- 舞台「ちょっと今から仕事やめてくる」（2023年4月22日 - 30日、シアター1010） - 五十嵐 役[62]
- 舞台「転生したらスライムだった件」-魔王来襲編&人魔交流編-（2024年7月25日 - 28日、東京・天王洲 銀河劇場 / 8月2日・3日、大阪・サンケイホールブリーゼ） - クレイマン 役 [63]
- 音楽朗読劇「三毛猫ホームズ」（2025年1月24日 - 26日、COOL JAPAN PARK OSAKA WWホール / 1月28日 - 2月3日、ヒューリックホール東京） - 由谷 役[64][65]
- 朗読劇「スタートライン」（2025年7月6日、ランドマークホール） - ホッタ 役
- 絵本朗読LIVE「ビロードのうさぎ〜ペールトーン〜」（2025年7月9日・13日・15日・20日、CBGKシブゲキ!!）[66][67]
- Casual Meets Shakespeare「ヴェニスの商人 CS」（2025年11月1日 - 9日〈予定〉、IMAホール）[68]

### web配信
- 監禁朗読劇LOCK UP READING THEATER『The Lost Sheep』（2021年1月30日、360Channel） - 藤龍之介 役
- 舞台『魔法使いの約束』初特番（2021年7月3日、ニコニコ生放送）[69]
- 『逃げた花嫁 before the stage』（2021年10月16日、ALLDAY） - カズヤ 役